# August Voets
Marie Joseph Clement (August) Voets (Zammelen, 5 mei 1913 – Hasselt, 30 augustus 1999) was een Belgisch politicus.

## Biografie
Voets was schooldirecteur van 1938 tot 1964. In 1965 werd hij burgemeester van Diepenbeek, een functie die hij uitoefende tot 1983.